# 早乙女智子
早乙女 智子（さおとめ ともこ、1961年12月12日 - ）は、日本の医師（産婦人科医）・セックスセラピスト・政治家。
東京都新宿区出身。1986年から産婦人科医の経験を積み、産婦人科医としての知見を活かした活動は多岐に渡る。2024年3月に湯河原町議会に出馬して当選した。

## 経歴
＜学歴＞
- 1974年 - 横浜市立本町小学校卒業
- 1977年 - 横浜市立吉田中学校卒業
- 1980年 - 神奈川県立横浜平沼高等学校卒業
- 1986年 - 筑波大学医学専門学群卒業
- 2016年 - 京都大学大学院医学研究科女性生涯看護学単位取得修了
- 2019年 - 京都大学で博士（人間健康科学）学位取得[1]

＜職歴＞
- 1986年～1991年 - 国立国際医療研究センターにて研修医、臨床薬理学教室、レジデント終了
- 1991年～2000年 - 東京都職員共済組合青山病院産婦人科主事
- 2000年～2003年 - NTT東日本関東病院産婦人科
- 2003年～2006年 - 回生会ふれあい横浜ホスピタル産科医長
- 2006年～2016年 - 神奈川県立汐見台病院産科副科長
- 2016年～2021年 - 倖生会身原病院産婦人科常勤医
- 2018年～現在 - 公益財団法人ルイ・パストゥール医学研究センター研究員
- 2020年～現在 -  神奈川県立足柄上病院産婦人科非常勤

＜教育歴＞
- 2016年～2017年 - 臨床教授 - 聖路加国際大学看護学部
- 2016年～2018年 - 客員研究員 - 京都大学大学院医学研究科
- 非常勤講師：明治薬科大学、神奈川衛生看護専門学校、東京大学、北海道大学、東海大学、聖路加国際大学、亀田医療専門学校、東京保健医療大学、千葉大学、京都大学、梅花女子大学、同志社女子大学、京都教育大学、静岡医療科学専門大学校、等

＜委員会、学会＞
所属学会：日本医師会、日本産科婦人科学会（専門医1991年～）、日本生命倫理学会（評議員）、性の健康世界学会（WAS）学術委員2018年～、日本性科学会（2020年～副理事長、認定セックスセラピスト2000年～）
日本人口学会会員、日本女医会会員、日本母性衛生学会会員
- 2013年～2015年 - 横浜市感染症発生動向調査委員
- 2012年～現在 - 消費者庁消費者安全調査専門委員
- 2016年～2018年 - 厚生労働省社会保障審議会人口部会委員
- 2016年～2018年 - 厚生労働省エイズ・性感染症小委員会委員
- 2012年～現在 - 一般社団法人性と健康を考える女性専門家の会 代表理事（会員1997年～）
- 2013年～2016年 - 日本性感染症学会評議員
- 2018年～2019年 - 性の健康世界学会（WAS:World Association for Sexual Health) - 学術委員（1995年 WASポスター賞受賞）
- 2019年〜現在 - 性の健康世界学会（WAS:World Association for Sexual Health)- 理事
- 2020年～現在 - 日本性科学会　副理事長、セックスセラピスト（2000年認定取得）
- 2011年～現在 - 国際協力NGOジョイセフ理事
- 2018年～現在 - 日本性教育協会運営委員
- 2019年～2021年 - 日本生命倫理学会評議員

＜その他活動＞
誕生学協会顧問（顧問2005年 - ）、一般財団法人日本性教育協会（JASE) - 運営委員（20018年 - ）、 国際婦人年連絡会

## 著書
- 『女医さんシリーズ　避妊』（1998年　主婦の友社）
- 『LOVE・ラブ・えっち』（2001年　保健同人社）
- 『ガールズセックス』（2003年　共同通信社）
- 『13歳からの”恋とからだ”ノート』（2005年　新講社）
- 『”女”のからだQ＆A』(2008年　宝島社）
- 『保健体育のおさらい　性教育』（2011年　自由国民社）
- 『思春期の性の問題をめぐって　現状とその対応から教育まで』（2011年　診断と治療社）
- 『現代用語の基礎知識』　医療・健康「性」担当（2000年～2020年　自由国民社）
- 『性科学ハンドブック』（13）　岩室紳也と早乙女智子のもっと知りたい性のこと（2020年　日本性教育協会）

## 監修
- 『30代からの妊娠・出産ウルトラ安心テキストブック』（2003年　永岡書店）
- 『卵子STORY "女性のからだと卵子のひみつ"』（2004年　小学館）

## メディア
- 公明新聞　コラム
- 求められる思春期の性教育（全20回）
- 毎日中学生新聞（取材記事）
- 毎日中学生新聞　コラム
- 悩みの宝石箱（全11回）
- 毎日小学生新聞　コラム
- おとなへ一歩　早乙女先生の思春期相談室（全17回）
- 心とからだの健康　子どもの性　コラム（全6回）
- メディカル朝日　別冊　座談会with 森谷敏夫、山口勝利
- ジンジャードリンクの科学的評価と健康機会
- しんぶん赤旗日曜版　コラム
- くらし彩々　性のゆくえ人口の行方（全6回）
- しんぶん赤旗日曜版　健康ライフ（取材記事）
- 朝日新聞　りれーおぴにおん（取材記事）
- 朝日新聞　あなたの安心

## 学会
- 1996年6月8日日本人口学会 (第48回 関東学園大学、群馬) 自由論題 リプロダクティブヘルスと出産行動
- 1996年10月1日 更年期医療視察 (デンマーク、スウェーデン、ノルウェー)
- 1998年3月1日 JICA/JOICFP (1回目 ベトナム、ゲアン省)二国間母子保健PRD締結時
- 1997年3月1日 PWCSH視察 (NYC,WDC)避妊、出産等の視察
- 1998年10月1日 日中女性科学者シンポジウム (第1回 広州、中国)
- 2000年8月19-21日 AOFS (第6回 神戸、日本)
- 2001年4月1日 日本産科婦人科学会 (札幌)サテライトシンポジウム ピルとIUD　我が国の現状
- 2004年9月18-25日 JICA/JOICFP (フェーズ2 ベトナム、ゲアン省) 短期専門家
- 2004年6月1日日本人口学会 シンポジウム 少子化時代のリプロダクティブヘルス
- 2007年4月15日 日本産科婦人科学会 (第59回) ポスター OC服用者を対象としたPGWBIによるQOLの検討
- 2007年6月13日 WAS (イエテボリ) ポスター Sexuality in Delivery
- 2007年6月22日 日本小児科学会　思春期医学臨床講習会 (第1回 東京) 講師 思春期妊娠と避妊
- 2008年11月7日 日本母性衛生学会 (第49回 東京) スポンサードシンポジウム座長 日本人の性
- 2009年6月12-14日日本人口学会 (第61回 関西大学、大阪)6月14日自由論題報告性と生殖に関わる夫婦間の関係について
- 2010年5月1日 EFS (第10回 ポルト、ポルトガル) Oral The Attitude of Japanese women toward medical interventions controlling menstrul cycles in the treatmetn of menstrual disorders
- 2010年8月4-7日 AOFS (第11回 バリ、インドネシア) Oral 10thousand Japanese women's voices about menstrual tools choices and their self-confidence
- 2010年9月19-24日 日中女性科学者北京シンポジウム (北京) 日本における出産環境と施策の変遷
- 2011年6月1日WAS (第20回 グラスゴー) The couples no or less sexual intercourse during pregnancy lead to sexless couples in postpartum
- 2012年4月21日 日本小児科学会  総合シンポジウム 7思春期医療を考えるー性の健康を守る思春期医療のあり方とは
- 2013年5月31日ー6月2日日本人口学会(第65回 札幌市立大学) 6月2日テーマセッション 不妊と人口ー妊娠先行型結婚群と不妊治療軍の二極化について
- 2013年9月3-4日 日本性科学会(第33回 横浜) 大会長
- 2013年9月21-24日 WAS(第21回 ポルトアレグレ) 出席
- 2014年6月13-15日日本人口学会(第66回 明治大学、東京) 6月14日公開シンポジウム少子化対策のパラダイム転換　生殖医療の視点から
- 2014年10月22-25日 AOFS (第13回 ブリスベン) 出席
- 2015年6月5-7日日本人口学会(第67回 椙山女学園大学)企画セッション2少子化時代の生物人口学　社会は誰に産んで欲しいのか
- 2015年7月25-28日 WAS (第22回 シンガポール) Oral ID125Sexual  Function During Pregnancy to One Year Post Delivery in Japanese Couples
- 2016年1月26-29日 IWAC (第3回 バンコク、タイ) 出席
- 2016年2月13日 神奈川性感染症学会 (横浜) 出席
- 2016年3月19-20日 GID学会 (東京) 出席
- 2016年4月3日 AOFS(第14回 プサン、韓国) 出席
- 2016年4月14-18日 Congress of Women's Health (W.DC) 出席
- 2016年5月22日 日本性科学会研修会 (東京) 出席
- 2016年6月11-12日日本人口学会(第68回 麗澤大学) 企画セッション１ 座長地域特性や個別環境による出生率格差を考える
- 2016年6月11-12日日本人口学会 (第68回) 自由論題 共同演者日本のカップルにおける年齢と妊娠待ち時間（小西祥子）
- 2016年9月17-18日 日本性科学会 (長野) 座長
- 2017年1月7日 日本美術解剖学会 (東京芸術大学) 出席
- 2017年2月12日 日本性科学会近畿 (大阪) 出席
- 2017年4月28-30日 Congress of Women's Health (第25回 W.DC) 出席
- 2017年5月28-31日 WAS (第23回 プラハ、チェコ) (Oral) Tomoko Saotome. Factors Associated with Sexuality in Postpartum Couples. 出席、講演　(Oral) Tomoko Saotome. Reproductive Health and Women.　(Oral) Tomoko Saotome. Sexual Function who had Natural or Induced Abortion.
- 2017年6月4日 日本性科学会研修会 (東京) 出席
- 2017年6月9-11日日本人口学会 (第69回 明海大学)企画セッション討論者堕胎と嬰児殺の人口学
- 2017年10月14-15日 日本性科学会 (大阪)
- 2018年8月17-19日 アジアオセアニア性科学会AOFS, （チェンナイ、インド） Oral Sexual Function who had natural or induced abortion
- 2018年8月20日 WAS (チェンナイ,インド) 国際シンポジウム Women Sexual Rights, Empowerment & Health Awareness
- 2018年9月14-15日 FIAPAC (第13回 ナント、フランス) Poster
- 2019年2月19-22日 IWAC (第4回 バンコク、タイ) Oral Japanese Women are trusted or not
- 2019年　安全でない中絶と女性の健康に関する国際会議 IWAC(International Congress for Women’s Health and Unsafe Abortion)（バンコク、タイ）(Oral) Tomoko Saotome. Are Japanese Women Trusted by Society or by themselves?
- 2019年　国際女性性科学会ISSWSH(International Society for Study of Women’s Sexual Health)（アトランタ、アメリカ）(Poster) Tomoko Saotome. Three Cases of Persistent Genital Arousal Disorders. (PGAD)
- 2019年 中絶と避妊の専門家国際会議FIAPAC(International federation for Abortion and Contraception Professionals)（ナント、フランス）(Poster) Tomoko Saotome. Induced Abortion and Their Sexuality.
- 2019年 第24回WAS大会,メキシコシティ、メキシコ (Oral, WAS Scientific) Tomoko Saotome. How Clitoris Researched Historically.
- 2021年　第25回WAS 大会（ケープタウン、南アフリカ） (Oral, WAS Scientific) Tomoko Saotome. Obstetric Violence and Women’s Health（Online）
- 2023年　第26回WAS大会（トルコ、アンタルヤ）

## 講演
- The HRT global monitor
- 性と健康を考える女性専門家の会
- 座談会　バイエル協力
- 日本性科学会　性治療研修会
- アクティブセルフケアトークセミナー＆『ニューヨークの恋人』試写会
- 働く女性のための漢方セミナー　扶桑社・ツムラ
- ラジオたんぱ
- Women In Action

## 論文
- 1）早乙女（田中）智子、市丸恭子、高橋敬一、他　塩酸ラベタロールによる妊娠中毒症の血圧管理　日産婦東京地方部会誌37（1）82‐85、1988
- 2）早乙女（田中）智子、佐藤孝、市丸恭子、他　皮膚転移を呈した子宮頸癌の1例 日本産科婦人科学会関東連合地方部会会報47，1215、1988
- 3）高橋敬一、市丸恭子、早乙女（田中）智子、他　シスプラチン（CDDP）の心嚢内注入が著効を奏した卵巣癌再発の1例　日本産科婦人科学会関東連合地方部会会報48-59、1988
- 4）佐藤孝、早乙女智子、他　悪性Brenner腫瘍の1症例　医療43（12）1347-1352 1989

箕浦茂樹、早乙女智子　子宮破裂の救急処置　周産期医学19臨時増刊号　50‐53 1989
- 5）箕浦茂樹、市丸恭子、早乙女智子、他　卵巣腫瘍の診断における超音波断層法、Ｘ線CT，MRI の比較　産科と婦人科57（2）185-193、1990
- 6）箕浦茂樹、早乙女智子、他卵巣癌の画像診断　　産婦人科の実際39（13）1981‐1990、1990
- 7）大戸寛美、所恭子、早乙女智子、箕浦茂樹　子宮頚部に発生した侵入奇胎の一例　日産婦東京会誌40（2）161-166、1991
- 8）我妻堯、早乙女智子　胎児減数術の臨床的・倫理的問題について生命倫理学会誌1，78‐87,1991
- 9）早乙女智子、加藤賢朗、大戸寛美、他　進行子宮頸癌に合併した巨大後腹膜偽嚢腫　日本産科婦人科学会東京地方部会会誌40（3）306‐308、1991
- 10）加藤賢朗、寺師恵子、早乙女智子、他肺転移したEndometrial stromal sarcoma(low –grade malignancy)の1例　　臨床婦人科産科45（2）243‐246、1991
- 11）早乙女智子　第6回受胎調節法の進歩に関する国際シンポジウム報告　現代性教育研究月報10（1）18-19、1992
- 12）加藤賢朗、寺師恵子、早乙女智子、他　感染性尿膜管嚢腫の1例　産科と婦人科59（1）108‐112、1992
- 13）早乙女智子　未婚者の性行動と避妊　セクシャルサイエンス1（8）57‐62、1992
- 14）早乙女智子　未婚者と「性」　産婦人科治療69（4）402‐405、1994
- 15）早乙女智子　ピルの飲み方・使い方　助産婦雑誌50（3）197‐203，1996
- 16）戸田律子、早乙女智子、久　靖男、浅野みゆき　『WHOの59か条　お産のケア実践ガイド』をどう読むか　助産婦雑誌52（4）54‐60 1998
- 17）早乙女智子　当院における3回以上出産した女性の年齢特性の分析　東京都衛生局学会誌（99）78‐79、1999
- 18）早乙女智子　解説・近代的避妊法　助産婦雑誌53（11）40-45、1999
- 19）早乙女智子　ピル認可後の思春期の子どもたちの性的自己決定　現代性教育研究月報17（7）14、1999
- 20）早乙女智子、加藤礼子、丸岡利市　低用量経口避妊薬処方の実際とその問題点　日本産婦人科学会東京地方部会会誌49（2）121‐124、2000
- 21）野々山未希子、石川陽子、早乙女智子　一般雑誌におけるＳＴＤ関連記事の傾向（第１報）日本性感染症学会誌12（1）84-90、2001
- 22）荒木乳根子、石田雅巳、大川一郎。大川玲子、金子和子、早乙女智子、堀口貞夫　中高年のセクシュアリティー ―男女のパートナーシップの現状について　日本＝性研究会議会報　12（1）2

18、2000
- 23）早乙女智子　最近の避妊法―銅付加ＩＵＤを中心としてー　臨床婦人科産科55（2）201‐206、2001
- 24）早乙女智子、安水洸彦　低用量経口避妊薬（OC）の影響　臨床婦人科産科55（10）1137-1140、2001
- 25）早乙女智子　医学的にみた低用量ピルの応用可能性　臨床と薬物治療21（8）756‐762、2002
- 26）大下智久、早乙女智子　各種低用量ピルの特徴と使い分け　臨床と薬物治療21（8）813‐821、2002
- 27）野々山未希子、石川陽子、早乙女智子　一般雑誌における性関連記事の若者への影響と若者のニーズ（第2報）日本性感染症学会誌13（1）75‐80、2002
- 28) 早乙女智子　リプロダクティブヘルス・ライツ　Modern Physician 22(10)1249-1254、2002
- 29）早乙女智子　妊娠・出産とセクシュアリティー 　助産雑誌57（9）779‐784、2003
- 30）早乙女智子　ふれあい横浜ホスピタルにある安心・快適ケア　助産雑誌57（12）44-46、2003
- 31）野々山未希子、白井千香、石川陽子、早乙女智子　若者の性行動とセーファー・セックスに関するセルフ・エフィカシー（自己効力感）測定尺度の作成　日本性感染症学会誌14（1）52‐59、2003
- 32）早乙女智子　「月経痛・月経関連痛」を訴える患者　薬局55（6）33-39、2004
- 33）早乙女智子　妊娠・出産―女性の身体の変化と口腔ケア　デンタルハイジーン24（3）224‐229、2004
- 34）早乙女智子　職種を超えたコラボレーションへの転換　助産雑誌58（12）1071-1076、2004
- 35）早乙女智子　外陰部痛、性交痛　痛みと臨床４（3）238‐247、2004
- 36）早乙女智子　ピルの応用と女性のＱＯＬ　産婦人科治療89（1）53‐60、2004
- 37）松本佳代子、早乙女智子　経口中絶薬mifepristoneの個人輸入　臨床評価32（1）213‐231、2005
- 38）早乙女智子、志村真理子　歯周病と切迫早産・早産―妊娠期の歯科検診の重要性　性差と医療2（1）69‐75、2005
- 39）早乙女智子　妊産婦の食生活について　日本臨床栄養学会雑誌26（4）297‐300、2005
- 40）早乙女智子　21世紀型の安全・快適分娩　ぺリネイタルケア24（3）295‐299、2005
- 41）早乙女智子　「性と健康を考える女性専門家の会」の活動　クリニカルプラクティス24（7）724‐728、2005
- 42）早乙女智子　STDに伴う骨盤腔内感染症の診断と対応　小児内科37（8）1116-1119、2005
- 43）早乙女智子、町田稔文、植村次雄、佐藤啓治　「性の相談外来」を通して未完成婚から人工授精による妊娠に至った1例　日本産科婦人科学会神奈川地方部会会誌42（2）135‐137,2006
- 44）早乙女智子　どうする？どうなる日本のお産　臨床看護32（9）1312‐1317、2006
- 45）早乙女智子　望まない妊娠の予防　東京母性衛生学会誌22（1）1924、2006
- 46）早乙女智子　思春期妊娠　小児内科38増刊号868‐869、2006
- 47）早乙女智子　貧血　ペリネイタルケア25（3）228‐235、2006
- 48）早乙女智子　周産期の性教育　周産期医学36増刊号　864‐865、2006
- 49）早乙女智子　ＳＴＤ最新の話題―ＨＰＶワクチンの活用　小児科臨床60（1）2327、2007
- 50）早乙女智子　妊娠と避妊　小児内科39（9）1383-1387、2007
- 51）早乙女智子　妊婦を診るに当たって気をつけたいこと　医道の日本768、24 28、2007
- 52）野々山未希子、野田洋子、石川陽子、早乙女智子　性感染症予防におけるコンドーム使用セルフ・エフィカシースケールの検証　　日本性感染症学会誌18（1）58‐63、2007
- 53）早乙女智子　パートナーに依存しない安全確実な避妊法　産婦人科治療97（1）59‐63、2008
- 54）早乙女智子　総論１：いま、必要とされる出産・育児準備教育　ぺリネイタルケア27（9）10 13、2008
- 55）早乙女智子　思春期の性　東京小児科医会報27（2）913、2008
- 56）早乙女智子　思春期妊娠の実態　小児科診療71（8）1279-1283、2008
- 57) 早乙女智子　性感染の最近の話題　－日本性感染症学会ガイドライン2008　総合臨床58（4）701‐702、2008
- 58）早乙女智子、榊原秀也、林康子、他　低用量経口避妊薬(OC)服用者を対象としたPGWBI(psychological general well-being index)によるQOL(Quality of life)の検討　産科と婦人科75（6）764‐769,2008
- 59）早乙女智子　10代女性の性の現状　日本医師会雑誌138（5）　905‐909、2009
- 60）早乙女智子　月経前症候群・月経困難症と下腹痛　産婦人科治療101（2）163 166、2010
- 61）早乙女智子　思春期女性のヘルスケア　新女性医学体系11リプロダクティブヘルス　中山書店、東京　2229、2011
- 62）早乙女智子　月経困難症　漢方医学35（1）3135、2011
- 63）早乙女智子　思春期の子どもの妊娠とその周辺　小児科臨床64（3）393 399、2011
- 64）早乙女智子　欧米における避妊の実態　産科と婦人科79（11）1339‐1346、2012
- 65）早乙女智子　よくみられる疾患・見逃せない疾患の診療　小児・思春期診療最新マニュアル　日本医師会雑誌141特別号257‐261,2012
- 66）早乙女智子　ヒトパピローマウイルス感染症の現状と課題　小児内科45増刊号655 658、2013
- 67）早乙女智子　導入先進国の有病率の変化と日本でのワクチン　小児内科45増刊号659 661、2013
- 68）早乙女智子　妊娠中の漢方の使い方　マイナートラブルの対処法　産婦人科の実際63（3）373‐376,2014
- 69）早乙女智子　婦人科疾患　小児内科47（1）111‐113,2015
- 70）早乙女智子　性に関する問題―緊急避妊、若年妊娠など　小児内科48(3)：380‐384、2016